# Kit Kat (klub)
The Kit Kat byl noční klub v Londýně, který v únoru 1984 otevřel Simon Hobart, DJ a klubový promotér. Název Kit Kat je odvozen od stejnojmenného klubu z filmu Cabaret.
Klub se původně nacházel ve Studiu One (nyní "Metro") na Oxford Street a krátce poté se přestěhoval do přestavěného skladiště, takzvaného Pleasure Dive, na Westbourne Grove ve čtvrti Notting Hill. V prvních měsících své existence se Kit Kat stal významným centrem londýnské gotické scény v roce 1985.
Akce se konaly každou sobotu večer a přitahovaly nejen gotiky, ale i příslušníky jiných scén, například punkery nebo skinheady. Hudební nabídka zahrnovala především post-punk, gothic rock a elektronickou hudbu.
V roce 1989 byl klub Kit Kat uzavřen. Simon Hobart zemřel 23. října 2005 na následky pádu. Bylo mu 41 let.